# ОШ „Коста Абрашевић” Ресник
ОШ „Коста Абрашевић” налази се у, око триста година старом београдском насељу, Реснику.

## Историјат школе
Основана је далеке 1870. године одлуком тадашњег Министарства просвете  и црквених послова. Први њен учитељ који је, те школске 1870/71. године, радио у новоотвореном одељењу, је Тома Никашиновић. Држава је плаћала учитеља, а општина издржавала школу.
Школа је била смештена у приватној згради мештанина, Миливоја Стојановића. Била је то грађевина од слабог материјала – чакмар, и имала је с лица, према путу, чардак који је ометао улазак светлости у ту једну, једину учионицу.Народ је тај чардак звао диванина. Диванина је била постављена на дрвеним стубовима, ограђена укусним тарабицама од тесане грађе и била је врло лепа, са дивним погледом на долину реке Топчидерке. Поред једне учионице, зграда је имала и стан за учитеља.
Ова зграда је служила за школу све до 1894. године када је завршена нова, зидана од тврдог материјала, која је имала свега две учионице и подрум (кухиња) и била без стана за учитеља. Тек 1957. године је дозидано још две учионице, и као такав, овај простор је коришћен све до 1970. године када је због нехигијенских услова потпуно затворен.
Нова зграда у близини сеоског гробља, сазидана је 1961/62. године, и имала је, поред учионица, зборнице, пратеће просторије и купатила.
Године 1973/74. сазидан је велики монтажни објекат, у истом дворишту, а 1987. године је завршена и мала зграда са 4 учионице.
Тај простор и данас чини ову школу, са укупно 34 учионице, библиотеком, фискултурном салом и другим просторијама, а налази се у дворишту површине два хектара.
Када је школа у Реснику отворена, била је троразредна са једним одељењем и једним учитељем. Тако је било до 1903. године када је отворено друго, а 1911. године и треће одељење.
О раду школе од 1870. до 1918. године не зна се много јер је докуметација нестала у ратним годинама. Ипак постоје подаци да 1879. године школу похађало само три ученика, 1880. године 28 ђака. У школској 1912/13. години у Реснику су службовала два учитеља презимењака, Станоје и Спасоје Спасојевић и учитељица Даница Поповић. Нема података да ли је школа радила у периоду од 1915-1918. године.
Између два светска рата наставу похађа између 26 ученика (школске 1924/25) и 289 (школске 1934/35.).
За време II светског рата одвијала се настава, али ни о том периоду не постоји документација. У послератним годинама радило се у тешким условима, а летописац, учитељ Алекса Шеговић вели да се „слабо радило“. Но и поред те карактеристике, извесно је да се већ од 1946. организују „аналфабетски течајеви“, тј. описмењивање одраслих. Од 1954. године осећа се појачан и организованији рад у настави, али и у сређивању школског простора, зграде, дворишта, где су и мештани пружали свесрдну помоћ.
Школске 1958/59. године школс прераста из четвороразредне уосморазредну, а рад се одвија у три смене све до 1962. године када је завршена изградња нове зграде.
У шестој и седмој деценији прошлог века, школа је била центар свих важнијих збивања у селу. Осим редовне наставе са децом, радило се на описмењавању одраслих, на здравственом просвећивању мештана, просвећивању женске омладине, организовали су се различити курсеви, основано је културно-уметничко друштво које и данас постоји и ради.
Учитељи и наставници чија имена нећемо овде помињати због скучености простора уложили су пуно рада, труда, ентузијазма. Основна школа је у овим годинама за сам Ресник, имала значај као ни у једном другом периоду.
Коначно, 1975. године, школа добија и своје име, по песнику Кости Абрашeвић.

## Мисија
Наша школа се води тиме да је сваки ученик индивидуа, да су сва деца креативна и да свако дете заслужује да успе. Због тога наша школа поштује индивидуалне потребе ученика, негује брижну и креативну средину и ствара изазовно окружење за учење и развој личности сваког детета. Промовишемо сигурно, мирно и брижно окружење у којем се граде позитивни међуљудски односи и развија јака и сигурна личност.

## Визија
Користећи искуство дуге традиције, применом саврeмених метода и различитих облика рада и уз уважавање индивидуалних карактеристика ученика, обезбедићемо квалитетну наставу и поштовање личности свих актера васпитно-образованог процеса. Наша школа ће бити покретач и носилац активности у локалној заједници. Створићемо модерну, ефикасну и занимљиву школу по мери детета, која их припрема за живот. Пружићемо осмишљен, садржајан и конструктиван развој деци и ради остваривања себе као личности.